# Gerhard 1. af Holsten
Gerhard 1. af Holsten (født i 1232, død d. 21. december 1290) var søn af Adolf 4. af Holsten og Hedvig af Lippe og var greve af Holsten fra 1263 til sin død.

## Liv og gerning
Gerhard efterfulgte sin i 1239 abdicerede fader sammen med broderen Johan. I begyndelsen stod Gerhard under formynderskab af sin svoger, hertug Abel af Sønderjylland. Abel bistod Gerhard 1247-1248 i kampen mod Erik Plovpenning. Da Kongen 1250 tvang Abel til at afstå Rendsborg, beredte greverne sig til at angribe denne grænsefæstning, da rygtet om mordet på Erik nåede dem; senere blev borgen tildømt dem af et nævn.
1255 indgik Gerhard en handelsaftale med Lübeck.
1260 støttede Gerhard søstersønnen hertug Erik 1. af Slesvig mod den danske konge Erik Klipping, og 1261 deltog han i slaget på Lohede (tysk: Lohheide), hvor under kongen og hans moder blev taget til fange og 1261-1264 sad fængslet i Holsten. Gerhards støtte til søstersønnen sikrede ham Egernførde.
I mange år rasede brødrestridigheder mellem Gerhard og Johan. I 1261 delte de landet mellem sig, hvorved Gerhard fik Itzehoe med Stormarn, Plön og stamlandet Grevskabet Schauenburg. Da Johan døde i 1263, styrede Gerhard en tid dennes andel, Kiel og Segeberg, for hans to sønner indtil, at landene ca. 1273 skiftedes, hvorved Gerhard foruden Schauenburg fik to trediedele af Holsten med Rendsborg som hovedsæde. Han efterlod sig tre børn.
Gerhard førte tillige krig mod ærkebiskopperne af Bremen og mod Lübeck. Som svigerfader til kong Magnus Ladelås af Sverige blev Gerhard tilfangetaget i Skara i 1278 under Folkungeoprøret og ført til rebelfæstningen Ymseborg. Magnus Ladelås nedkæmpede hurtigt denne revolte, og oprørerne henrettedes i 1280.

## Ægteskab og børn
Han var gift med Elisabeth af Mecklenburg. De fik børnene:
1. Helvig af Holsten
2. Gerhard den Blinde
3. Adolf 6. af Holsten
4. Henrik 1. af Holsten